# Fundacja Grupy PKP
Fundacja Grupy PKP – polska fundacja korporacyjna założona w 2013 roku w celu prowadzenia działalności społecznie użytecznej i dobroczynnej.
Fundacja Grupy PKP jest pierwszą fundacją założoną przez spółki z branży kolejowej. Jej fundatorem są Polskie Koleje Państwowe S.A. Fundacja działa na podstawie przepisów ustawy z dnia 6 kwietnia 1984 roku o fundacjach (Dz.U. z 2023 r. poz. 166), ustawy z dnia 24 kwietnia 2003 r. o działalności pożytku publicznego i o wolontariacie (Dz.U. z 2024 r. poz. 1491), innych obowiązujących przepisów dotyczących działalności organizacji pożytku publicznego i wolontariatu oraz postanowień Statutu. W 2017 r. uzyskała status organizacji pożytku publicznego. Zakres działań Fundacji znacznie wychodzi jednak poza obszar związany wyłącznie z koleją. Jej władze stanowią: Zarząd oraz Rada Fundacji, w skład której wchodzą przedstawiciele spółek kolejowych.

## Działalność
Fundacja Grupy PKP zajmuje się działalnością charytatywną, dobroczynną, edukacyjną, rozwiązywaniem problemów społecznych, takich jak marginalizacja różnych grup oraz wspieraniem inicjatyw kulturalnych, których celem jest ochrona i promowanie kolejowego dziedzictwa historycznego. Wspiera organizacje i stowarzyszenia związane z kolejnictwem, a także współpracuje ze startupami i ośrodkami badawczo-naukowymi zajmującymi się promocją i rozwojem nowych technologii. Fundacja Grupy PKP Jest platformą współpracy dla firm, administracji, pasażerów i użytkowników kolei.

### Kalendarium
- 2013 – powołanie Fundacji Grupy PKP w celu prowadzenia działalności społecznie użytecznej i dobroczynnej.
- 2014 – realizacja projektów:

1. Programy grantowe: Kolej na innowacje, Z kolei szkoła[7].
2. Realizacja programu: Szkoła Przyjazna Bezpieczeństwu[2].
3. Tradycja i kultura kolejowa: wystawa map kolejowych oraz współczesnych fotografii w ramach projektu Wikiekspedycja.
4. Budowa ścieżki edukacyjnej Warszawskiej Linii Średnicowej.
5. Wydanie przewodnika turystycznego po historycznych liniach kolejowych.
6. Realizacja projektu: Pokój rodzinny na dworcach.

- 2015 – realizacja projektów:

1. Edukacja kolejowa: Ogólnopolska konferencja Samorządu i Oświaty „Edukacja przyszłości”.
2. Program stypendialny dla uzdolnionej młodzieży.
3. Innowacje: Konkurs Startup Round.
4. Tradycja i historia: przewodnik Kolej na Polskę, budowa w Tarnowskich Górach pomnika inż. Józefa Nowkuńskiego, wydanie książki „Sukcesy i porażki kolei w Polsce 1918-1989”.
5. Współpraca z instytucjami działającymi w obszarze wspierania tradycji i kultury kolejowej.

- 2016 – realizacja projektów:

1. Bezpieczna kolej: praca w grupach roboczych w Międzynarodowym Związku Kolei (UIC – International Union of Railways), Międzynarodowej Unii Transportu Drogowego (IRU – International Road Transport Union) i Europejskim Forum dot. Przejazdów (ELCF – European Level Crossing Forum).
2. Edukacja kolejowa: zajęcia z historii polskiej kolei, ogólnopolski konkurs wiedzy o transporcie kolejowym, akcja edukacyjna „Beni uczy bezpieczeństwa”.
3. Innowacje: Program kolej na innowacje, pielęgnowanie tradycji kolejowej.
4. Wolontariat: Program Nowoczesny Senior – nauka i integracja, pomoc finansowa i rzeczowa osobom biednym, chorym i niepełnosprawnościami[4].

- 2017 – realizacja projektów:

1. Aktywizacja osób wykluczonych, z niepełnosprawnościami: Konkurs Widzialni pełnosprawni.pl[3].
2. Razem na rzecz bezpiecznych przejazdów.
3. Interaktywne makiety kolejowe – programowanie dla dzieci,
4. Akcja zachęcająca do honorowego krwiodawstwa: Kolej na Ciebie – uratuj życie!.
5. Projekt na rzecz ochrony środowiska: Woda dla spragnionych czworonogów.
6. Tradycja i historia: Odbudowa mogiły kolejarzy z Gozdowa, porządkowanie grobów w Żukowie, wycieczki po dworcach: Kolejowe perły architektury modernistycznej.

- 2018 – realizacja projektów:

1. Konkurs Dworzec Roku.
2. Wyposażenie Dworca Centralnego w Warszawie w defibrylatory.
3. Partner wydarzenia na rzecz bezpieczeństwa MotoSafety Day[8].
4. Wybory Miss i Mistera – Złotego Wieku.
5. Realizacja projektu Kampania serdeczności.
6. Zbiórka publiczna na rzecz dzieci z autyzmem
7. Świąteczne spotkanie z Polakami z Białorusi.
8. Realizacja programu wydarzeń upamiętniających 100-lecie odzyskania niepodległości przez Polskę.
9. Wernisaż wystawy Przydrożne kapliczki[9].
10. Cykl bezpłatnych wycieczek z przewodnikiem.
11. Wsparcie Polonii: Aktywizacja społeczności polskiej we Lwowie.
12. „Spotkanie z muzą w tle” – spacer szlakiem grobów ludzi kultury i sztuki związanych z koleją.

- 2019 – realizacja projektów:

1. Bezpieczna kolej: Fundacja Grupy PKP wśród podmiotów zrzeszonych przez Europejską Kartę Bezpieczeństwa Ruchu Drogowego[10].
2. Edukacja: konkurs Wiedzy o kolei – Trako 2019, wycieczki po dworcach kolejowych – Kolejowe Perły Architektury, warsztaty rodzinne, projekt Bezpieczna szkoła.
3. Ochrona Środowiska: Woda dla spragnionych czworonogów.
4. Tradycja kolejowa: uczczenie wydarzeń historycznych.
5. Innowacje dla kolejnictwa: Pierwsza obywatelska burza w ramach projektu GovTech Polska[11]. II edycja konkursu Dworzec Roku.
6. Wolontariat pracowniczy: Lekcje edukacyjne na temat bezpieczeństwa w przedszkolach, wysyłka paczek świątecznych do Polonii.

- 2020 – realizacja projektów:

1. Projekty pomocowe na rzecz walki ze skutkami pandemii COVID-19:
  - darowizna w wysokości 5 mln zł na walkę ze skutkami pandemii[12][13].
  - przekazanie darowizny na zakup sprzętu diagnostycznego Wojewódzkiej Stacji Sanitarno-Epidemiologicznej (WSSE) w Warszawie[14].
  - przekazanie środków ochrony osobistej branży kolejowej[15].
  - zakup komputerów do nauki online[16].
  - przekazanie darowizny Instytutowi Hematologii i Transfuzjologii na zakup testów[17].
  - przekazanie darowizny na rzecz rozszerzenia działalności Narodowego Instytutu Leków o wykonywanie testów na obecność koronawirusa COVID-19[18].
  - wsparcie akcji #WdzięczniMedykom poprzez przekazanie wody źródlanej Żywiec Zdrój pracownikom służby zdrowia[19].

### Realizacja celów statutowych Fundacji Grupy PKP
- zbiórki charytatywne.
- tradycja i historia: Koordynacja działań związanych z jubileuszem 175. rocznicy budowy pierwszego odcinka Drogi Żelaznej Warszawsko – Wiedeńskiej.
- realizacja III Edycji Konkursu Dworzec Roku 2020.
- realizacja programu wolontariatu pracowniczego.
- promocja honorowego krwiodawstwa i współpraca z Narodowym Centrum Krwi.

### Finansowanie Fundacji Grupy PKP
Przychody Fundacji pochodzą w szczególności:
- ze środków przekazywanych przez Fundatora oraz spółki, w stosunku do których Fundator jest jednostką dominującą w rozumieniu przepisów o rachunkowości („Spółki Grupy PKP”), które są Donatorami Fundacji,
- ze środków uzyskiwanych od innych darczyńców oraz partnerów Fundacji,
- z darowizn, spadków i zapisów,
- z dochodów uzyskanych ze zbiórek publicznych, prowadzonych przez Fundację,
- z dochodów z majątku Fundacji,
- z subwencji osób prawnych,
- z odsetek uzyskanych z depozytów bankowych i innych lokat,
- z operacji finansowych, z wyjątkiem obrotu papierami wartościowymi,
- z funduszy pomocowych Unii Europejskiej oraz innych środków publicznych.
- 1% – osoby fizyczne mogą wesprzeć Fundację Grupy PKP.

### Zarząd i Rada Fundacji Grupy PKP
Na podstawie Statutu Fundacji (§ 16 ust. 1 oraz § 20 ust. 1), Zarząd PKP S.A. powołuje organy statutowe Fundacji: Radę Fundacji oraz Zarząd Fundacji.
Rada Fundacji Grupy PKP
1. Krzysztof Mamiński, Prezes Zarządu Polskich Kolei Państwowych S.A. – Przewodniczący Rady Fundacji
2. Jarosław Oniszczuk, Członek Zarządu PKP Intercity S.A. – Wiceprzewodniczący Rady Fundacji
3. Beata Górniak, Chief People Officer w Stock Polska sp. z o.o. – Sekretarz Rady Fundacji
4. Maciej Zagórski, Prezes Zarządu PKP Telkol sp. z o.o. – Członek Rady Fundacji
5. Krzysztof Losz, Dyrektor Biura Rozwoju, Relacji Inwestorskich i Marketingu PKP CARGO S.A. – Członek Rady Fundacji

Zarząd Fundacji
1. Katarzyna Kucharek – Prezes Zarządu

## Nagrody przyznane Fundacji Grupy PKP
- Odznaka dla Fundacji Grupy PKP „Zasłużony dla Międzyzakładowego Klubu Honorowych Dawców Krwi PCK”[21].
- Wyróżnienie w Konkursie „Kultura Bezpieczeństwa w Transporcie Kolejowym”[22].
- „Odpowiedzialny biznes w Polsce 2015. Dobre praktyki”[23].
- Firma społecznie odpowiedzialna[24].
- Wyróżnienie w Raporcie Forum Odpowiedzialnego Biznesu[25].
- Nagroda Media Kreator – wrzesień 2017[26].